# Morrison & Foerster
Morrison & Foerster (kurz: MoFo) ist eine große, international tätige Kanzlei für Wirtschaftsrecht, die als Limited Liability Partnership firmiert. Die Sozietät wurde im Jahr 1883 von Alexander Francis Morrison, einem Absolventen der University of California, Hastings College of the Law, in San Francisco gegründet und beschäftigt heute weltweit mehr als 1000 Rechtsanwälte in 17 Büros. Bekanntheit erlangte die Kanzlei unter anderem als Berater des Organisationskomitees der Olympischen Spiele 2008 in Peking sowie durch die Vertretung von Apple in der Patentverletzungsklage gegen Samsung im Jahr 2013.

## Standorte
Aktuell hat die Kanzlei weltweit 17 Büros. In der 2013 eröffneten deutschen Niederlassung in Berlin arbeiten 40 Berufsträger (Stand 2019).